# Municipio de Burnett (Nebraska)
El municipio de Burnett (en inglés: Burnett Township) es un municipio ubicado en el condado de Antelope en el estado estadounidense de Nebraska. En el año 2010 tenía una población de 175 habitantes y una densidad poblacional de 1,91 personas por km².

## Geografía
El municipio de Burnett se encuentra ubicado en las coordenadas 42°1′50″N 97°54′3″O / 42.03056, -97.90083. Según la Oficina del Censo de los Estados Unidos, el municipio tiene una superficie total de 91.8 km², de la cual 90,85 km² corresponden a tierra firme y (1,03 %) 0,95 km² es agua.

## Demografía
Según el censo de 2010, había 175 personas residiendo en el municipio de Burnett. La densidad de población era de 1,91 hab./km². De los 175 habitantes, el municipio de Burnett estaba compuesto por el 100 % blancos. Del total de la población el 0 % eran hispanos o latinos de cualquier raza.